# Kraftwerk Steinhelle
Das Kraftwerk Steinhelle ist ein Wasserkraftwerk an der Ruhr. Das Kraftwerk Steinhelle wurde von VEW gebaut und bis 2000 betrieben. Die Betreibergesellschaft ist seit 2000 die RWE AG.
Der Bau des Kraftwerks Steinhelle 1 sowie der zugehörigen Stauseen erfolgte in den Jahren 1927 und 1928 unter der Leitung der AEG. Es wird von zwei Stauseen versorgt. Der eine liegt zwischen Siedlinghausen und Brunskappel, sein Damm ist 6 m hoch und 85 m lang, hat ein Fassungsvolumen von 42.000 m³ und wird von der Neger gespeist. Der zweite Weiher befindet sich in Wiemeringhausen, fasst 15.000 m³ und hat die Ruhr als Zufluss.
Die Stromerzeugung erfolgt mittels zweier Francis-Turbinen von Voith, die zwei AEG-Drehstromgeneratoren mit einer Nennleistung von total 2,25 MW antreiben. Die Generatorspannung von 6 kV wurde auf 24 kV transformiert und in Hochspannungsleitungen nach Büren und Freienohl eingespeist. 1951 erfolgte der Bau eines Umspannwerkes, das die Einspeisung ins 110-kV-Netz ermöglichte.
Das Betriebswasser von Steinhelle 1 wird, nachdem es das Kraftwerk verlassen hat, in den 72.000 m³ fassenden Stausee Olsberg geleitet. Dort befindet sich der Kraftwerksblock Steinhelle 2, wo sich eine Kaplanturbine mit einer elektrischen Leistung von 240 kW befindet.